# Torneo dell'UEMOA 2008
Il Torneo dell'UEMOA 2008 (2008 UEMOA Tournament) fu la seconda edizione del Torneo dell'UEMOA, competizione calcistica per nazione organizzata dall'UEMOA. La competizione si svolse in Burkina Faso dal 2 al 9 novembre 2008 e vide la partecipazione di otto squadre: Burkina Faso, Benin, Costa d'Avorio, Guinea-Bissau, Mali, Niger, Senegal e Togo.

## Formula
- Qualificazioni

Nessuna fase di qualificazione. Le squadre sono qualificate direttamente alla fase finale.
- Fase finale

Fase a gruppi - 8 squadre, divise in due gruppi da quattro squadre. Giocano partite di sola andata, le prime classificate si qualificano per la finale.
Fase a eliminazione diretta - 2 squadre, giocano partite di sola andata. La vincente si laurea campione UEMOA.

## Stadi
| Bamako             | Bamako (Mali) |
| ------------------ | ------------- |
| Stade Modibo Kéïta | Bamako (Mali) |
| Capienza: 35.000   | Bamako (Mali) |
|                    | Bamako (Mali) |

## Squadre partecipanti
| Pr. | Squadra        | Data di qualificazione certa | Partecipante in quanto                                         | Partecipazioni precedenti al torneo | Ultima presenza   |
| --- | -------------- | ---------------------------- | -------------------------------------------------------------- | ----------------------------------- | ----------------- |
| 1   | Mali           | -                            | Rappresentativa della nazione organizzatrice della fase finale | 2007                                | Burkina Faso 2007 |
| 2   | Burkina Faso   | -                            | Qualificata di diritto                                         | 2007                                | Burkina Faso 2007 |
| 3   | Benin          | -                            | Qualificata di diritto                                         | 2007                                | Burkina Faso 2007 |
| 4   | Costa d'Avorio | -                            | Qualificata di diritto                                         | 2007                                | Burkina Faso 2007 |
| 5   | Guinea-Bissau  | -                            | Qualificata di diritto                                         | 2007                                | Burkina Faso 2007 |
| 6   | Niger          | -                            | Qualificata di diritto                                         | 2007                                | Burkina Faso 2007 |
| 7   | Senegal        | -                            | Qualificata di diritto                                         | 2007                                | Burkina Faso 2007 |
| 8   | Togo           | -                            | Qualificata di diritto                                         | 2007                                | Burkina Faso 2007 |

Nella sezione "partecipazioni precedenti al torneo", le date in grassetto indicano che la nazione ha vinto quella edizione del torneo, mentre le date in corsivo indicano la nazione ospitante.

## Fase finale

### Fase a gruppi

#### Gruppo A

##### Classifica
| Pos | Squadra       | P.ti | G | V | N | P | GF | GS | DR  |
| --- | ------------- | ---- | - | - | - | - | -- | -- | --- |
| 1   | Mali          | 9    | 3 | 3 | 0 | 0 | 11 | 3  | +8  |
| 2   | Benin         | 4    | 3 | 1 | 1 | 1 | 5  | 2  | +3  |
| 3   | Burkina Faso  | 4    | 3 | 1 | 1 | 1 | 4  | 4  | 0   |
| 4   | Guinea-Bissau | 0    | 3 | 0 | 0 | 3 | 1  | 12 | -11 |

Mali qualificata alla finale.

##### Risultati
| Bamako 2 novembre 2008                                                                 | Mali      | 6 – 0 | Guinea-Bissau | Stade Modibo Kéïta |
| \| \| \| \| \| Fané 10’, 52’ Camara 20’, 25’ Dembélé 36’ Traoré 34’ \| Marcatori \| \| |           |       |               |                    |
|                                                                                        |           |       |               |                    |
| Fané 10’, 52’ Camara 20’, 25’ Dembélé 36’ Traoré 34’                                   | Marcatori |       |               |                    |

| Bamako 2 novembre 2008 | Burkina Faso | 0 – 0 | Benin | Stade Modibo Kéïta |

| Bamako 4 novembre 2008                                              | Guinea-Bissau | 1 – 2                   | Burkina Faso | Stade Modibo Kéïta |
| \| \| \| \| \| Gomes 75’ \| Marcatori \| 25’ Kafando 58’ Yaméogo \| |               |                         |              |                    |
|                                                                     |               |                         |              |                    |
| Gomes 75’                                                           | Marcatori     | 25’ Kafando 58’ Yaméogo |              |                    |

| Bamako 4 novembre 2008                                           | Mali      | 2 – 1       | Benin | Stade Modibo Kéïta |
| \| \| \| \| \| Coulibaly 16’, 71’ \| Marcatori \| 56’ William \| |           |             |       |                    |
|                                                                  |           |             |       |                    |
| Coulibaly 16’, 71’                                               | Marcatori | 56’ William |       |                    |

| Bamako 6 novembre 2008                                          | Benin     | 4 – 0 | Guinea-Bissau | Stade Modibo Kéïta |
| \| \| \| \| \| Obed 25’ Kobéna 45’, 53’, 75’ \| Marcatori \| \| |           |       |               |                    |
|                                                                 |           |       |               |                    |
| Obed 25’ Kobéna 45’, 53’, 75’                                   | Marcatori |       |               |                    |

| Bamako 6 novembre 2008                                                                                     | Mali      | 3 – 2                           | Burkina Faso | Stade Modibo Kéïta |
| \| \| \| \| \| Sogoba 28’ Dembélé 55’ Camara 90’ (rig.) \| Marcatori \| 42’ (rig.) Thiombiano 87’ Bonou \| |           |                                 |              |                    |
| |           |                                 |              |                    |
| Sogoba 28’ Dembélé 55’ Camara 90’ (rig.)                                                                   | Marcatori | 42’ (rig.) Thiombiano 87’ Bonou |              |                    |

#### Gruppo B

##### Classifica
| Pos | Squadra        | P.ti | G | V | N | P | GF | GS | DR |
| --- | -------------- | ---- | - | - | - | - | -- | -- | -- |
| 1   | Costa d'Avorio | 7    | 3 | 2 | 1 | 0 | 4  | 2  | +2 |
| 2   | Senegal        | 6    | 3 | 2 | 0 | 1 | 2  | 1  | +1 |
| 3   | Niger          | 3    | 3 | 1 | 0 | 2 | 2  | 3  | -1 |
| 4   | Togo           | 1    | 3 | 0 | 1 | 2 | 1  | 3  | -2 |

Costa d'Avorio qualificata alla finale.

##### Risultati
| Bamako 3 novembre 2008                                                            | Costa d'Avorio | 2 – 1        | Niger | Stade Modibo Kéïta |
| \| \| \| \| \| Mansou 42’ (rig.) Kader 60’ (aut.) \| Marcatori \| 18’ Madougou \| |                |              |       |                    |
|                                                                                   |                |              |       |                    |
| Mansou 42’ (rig.) Kader 60’ (aut.)                                                | Marcatori      | 18’ Madougou |       |                    |

| Bamako 3 novembre 2008                      | Senegal   | 1 – 0 | Togo | Stade Modibo Kéïta |
| \| \| \| \| \| Amath 20’ \| Marcatori \| \| |           |       |      |                    |
|                                             |           |       |      |                    |
| Amath 20’                                   | Marcatori |       |      |                    |

| Bamako 5 novembre 2008                        | Niger     | 0 – 1       | Senegal | Stade Modibo Kéïta |
| \| \| \| \| \| \| Marcatori \| 37’ Badiane \| |           |             |         |                    |
|                                               |           |             |         |                    |
|                                               | Marcatori | 37’ Badiane |         |                    |

| Bamako 5 novembre 2008                              | Costa d'Avorio | 1 – 1   | Togo | Stade Modibo Kéïta |
| \| \| \| \| \| Guehi 31’ \| Marcatori \| 50’ Yéo \| |                |         |      |                    |
|                                                     |                |         |      |                    |
| Guehi 31’                                           | Marcatori      | 50’ Yéo |      |                    |

| Bamako 7 novembre 2008                        | Togo      | 0 – 1       | Niger | Stade Modibo Kéïta |
| \| \| \| \| \| \| Marcatori \| 82’ Tahirou \| |           |             |       |                    |
|                                               |           |             |       |                    |
|                                               | Marcatori | 82’ Tahirou |       |                    |

| Bamako 7 novembre 2008                       | Senegal   | 0 – 1      | Costa d'Avorio | Stade Modibo Kéïta |
| \| \| \| \| \| \| Marcatori \| 21’ Arnaud \| |           |            |                |                    |
|                                              |           |            |                |                    |
|                                              | Marcatori | 21’ Arnaud |                |                    |

### Fase a eliminazione diretta

#### Tabellone
|  | Finale         |                |       |  |
|  |                |                |       |  |
|  | Mali           | Mali           | 1 (5) |  |
|  | Costa d'Avorio | Costa d'Avorio | 1 (6) |  |

#### Finale
| Bamako 9 novembre 2008 | Mali                 | 1 – 1                                               | Costa d'Avorio | Stade Modibo Kéïta (50.000 spett.) |
| \| \| \| \| \| Dembélé 77’ \| Marcatori \| 37’ Guedegbé \| \| B. Traoré M. Traoré Tambadou Fané Doumbia Coulibaly Mariko \| Tiri di rigore 5 – 6 \| Mansou Foba Guehi Tanoh Sahouré Nikatalin Diomnandé \| |                      |                                                     |                |                                    |
| |                      |                                                     |                |                                    |
| Dembélé 77’ | Marcatori            | 37’ Guedegbé                                        |                |                                    |
| B. Traoré M. Traoré Tambadou Fané Doumbia Coulibaly Mariko | Tiri di rigore 5 – 6 | Mansou Foba Guehi Tanoh Sahouré Nikatalin Diomnandé |                |                                    |